# Poires de Lleida
Les poires de Lleida sont un dessert de la cuisine traditionnelle catalane. Il est fait avec des poires, de préférence de Lleida, de la crème catalane puis passé au four et décoré avec de la meringue, à base de blancs d'œuf.
Il peut être comparé aux poires cuites dans le vin, autre dessert très ancien et populaire.